# 吉沢恋
吉沢 恋（よしざわ ここ、英語: Coco YOSHIZAWA
、2009年9月22日 - ）は、日本の女子スケートボーダー。所属はACT sb store。2024年開催のパリオリンピック スケートボード女子ストリートの金メダリスト。

## 経歴
神奈川県相模原市出身。7歳のとき、兄の影響でスケートボードを始めるが、あくまで本人は遊びという感覚であり、両親も「子どもの習いごと」という認識だった。
2021年、東京五輪のスケートボード競技で、西矢椛が見せた「ビッグスピンボード」という技が、普段自分が公園で行っている技と同じものであることに気づき、自分の競技レベルを確かめたいという観点から大会に出場するようになる。同年、日本スケートボード選手権で5位。2022年の日本オープンでは38.00点で8位。同年より海外遠征にも乗り出し、7月にローマで行われたパリ五輪予選シリーズで6位入賞。
2023年5月のUPRISING TOKYOでは82.41点で2位。12月に東京で行われたストリート世界選手権に出場し、5位に入った。
2024年5月16日、パリオリンピック予選シリーズの上海大会において3位に入り、6月24日のブダペスト大会で優勝し、パリオリンピック出場資格を獲得。
2024年7月、相模原市立小山中学校在学中に出場した2024年パリオリンピック（コンコルド広場）では、スケートボード女子ストリートにおいて272.75点で金メダルを獲得した。
2024年9月のストリート世界選手権では、シード選手として準々決勝からの出場となり、4位に入った。同月のXゲームズ千葉大会では4位。

## 出演

### CM
- サムスン電子「Galaxy Z Flip 6」（2024年9月20日 - ）[16]。
- 日本コカ・コーラ「アクエリアス」（2025年4月21日 - ）[17]。

## 受賞・受章歴
- 紫綬褒章（2024年）[18][19]